# 傑克·康坎農
杰克·保羅·康坎农（英語：Jack Paul Concannon，2000年1月26日—）是一名英格蘭足球運動員，司職中場，現效力英格蘭北部超級聯賽球會沃爾索爾伍德足球會。

## 球員生涯

### 伯明翰城
康坎农生於伍斯特郡哈格利，在7歲時加入伯明翰青年學院學習踢球，並一直往上晉升了球會青訓系統，在2016年7月取得兩年獎學金，正式成為球隊U18一員。首年他在球隊U18上場19次及打進4球，翌年更助球隊打進英格蘭足總青年盃半決賽，但不敵切爾西而出局。由於他體形較弱小，當他同期隊友已取得職業合約時，康坎农只能獲得第三年獎學金。
康坎农渴望被外借到其它隊以顯示他的體能能適應男子聯賽，於是他在2018年8月被借至英格蘭足球南部聯賽甲組中球隊薩頓科爾菲爾德。
2018年12月14日，他被外借到英格蘭足球南部聯賽超級組中球會塔姆沃思，為期一個月。12月22日，他首次替新球隊上場，但球隊以2-1不敵聖艾夫斯鎮。之後他的外借期被延長至球季結束，整個外借期間他共在聯賽上場21次及打進5球。

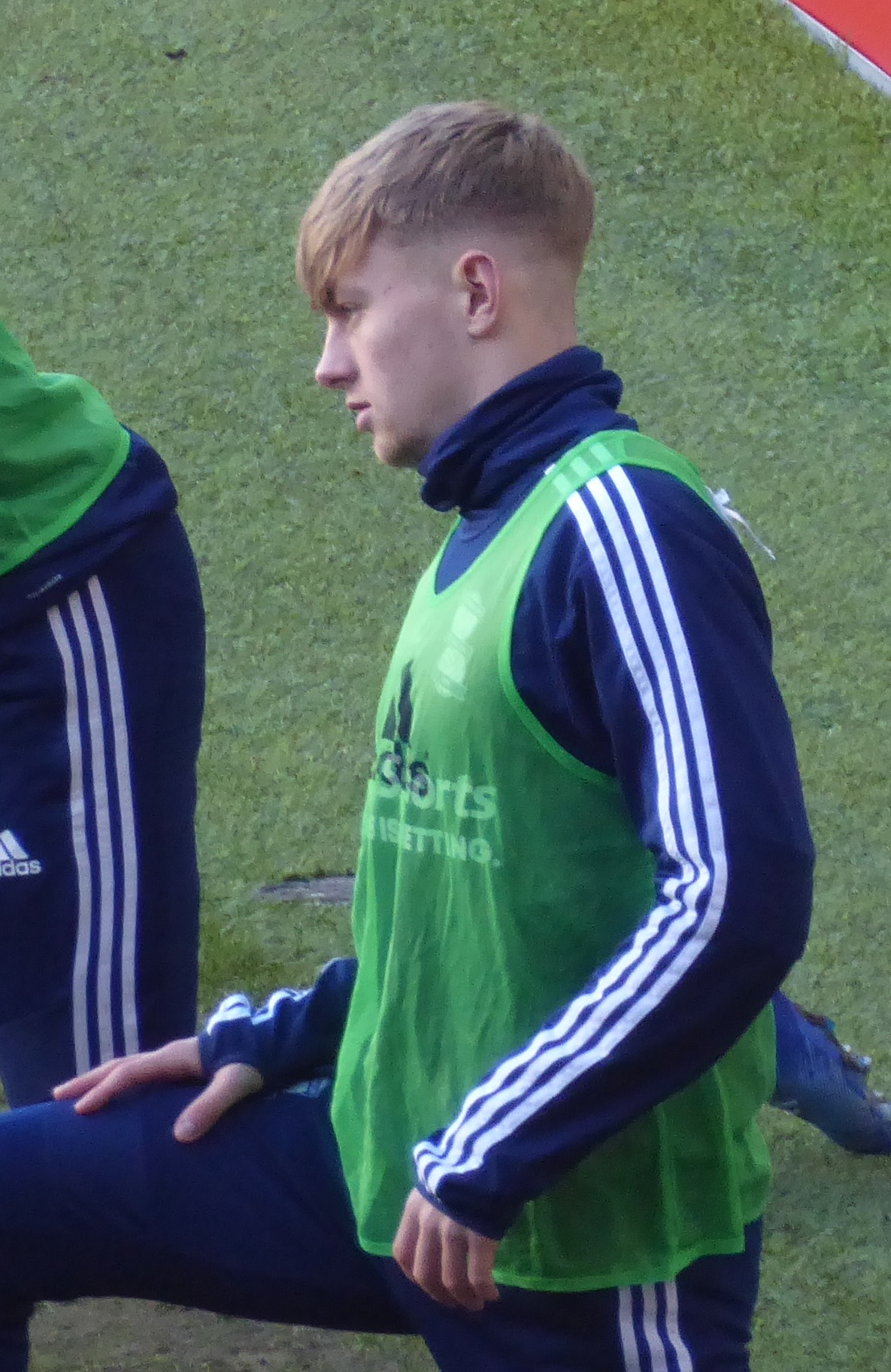
2020年效力伯明翰城的康坎农

2019年5月24日，康坎农與伯明翰簽下了首份職業合約，為期一年。2019/20年英格蘭足總盃第四輪重賽對考文垂，他首次代表伯明翰先發上場，但在57分鐘被換出，而球隊最後憑點球大戰進入下一輪。2020年7月，他與球會續約一年，但此後未曾在一線隊上場。2021年5月，球會宣佈他的合約完成後會放棄釋出。

### 塔姆沃思

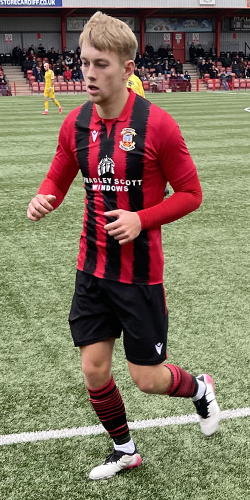
2021年10月效力塔姆沃思的康坎农

2021年8月9日，康坎农重返塔姆沃思，在8月14日球季揭幕日作客對罗伊斯顿镇踢畢全場，而球隊以3-0敗北。17日主場對科爾維爾鎮的比賽，他打進了球季首顆進球，使球隊以1-1追平並維持這比分至完場。4天後主場對洛斯托夫特鎮的比賽，他在比賽中表現優異，當選為全場最佳球員，而球隊以6-1１勝對手。
2022年3月26日，他打進了球季第二顆進球。他在比賽75分鐘上場，在補時階段打進比賽最後一球使球隊以5-2大勝尼德姆马基特。

### 奥尔夫彻奇
2022年6月13日，康坎农轉投英格蘭足球南部聯賽超級組中球會奥尔夫彻奇。2024年2月，他被外借到雷迪奇聯，起初為一個月，後來延長至季末。

### 沃爾索爾伍德
2024年5月，他轉投英格蘭北部超級聯賽甲組中球會沃爾索爾伍德足球會。